# Sviluppo di Windows XP
Lo sviluppo di Windows XP iniziò negli ultimi mesi del 1999 e terminò nell'ottobre 2001. Il nome in codice del progetto di sviluppo era Whistler
Windows XP era inizialmente destinato ad essere un semplice aggiornamento di Windows 2000, ma con l'introduzione di un'edizione "Personal" destinata all'utenza domestica per sostituire l'ormai obsoleta linea Windows 9x.
Discostatosi non poco dal suo predecessore durante lo sviluppo, Microsoft mantenne un discreto riserbo sul progetto mostrando per la prima volta in pubblico un'anteprima, nel luglio del 2000. Nonostante si trattasse di una release minore, un incrocio fra Windows 2000 e una successiva major release con nome in codice Blackcomb che sarebbe stata distribuita l'anno successivo, crebbe progressivamente per importanza e popolarità, fino a diventare una vera e propria "pietra miliare" dei sistemi operativi Microsoft.
Nel febbraio 2001, Microsoft stabilì il nome definitivo del nuovo sistema operativo, Windows XP. Un mese dopo, all'EMP di Seattle, fu mostrata per la prima volta la nuova interfaccia grafica Luna, il nuovo logo e le nuove caratteristiche e funzionalità.
Lo stadio di sviluppo fu completato pochi giorni prima della pubblicazione ufficiale, con la pubblicazione della RTM.

## Neptune e Odyssey
Sin dai primi mesi del 1999, Microsoft aveva già pianificato due successori per Windows 2000, ad entrambi erano stati assegnati dei nomi in codice con riferimento alla mitologia greca: Neptune ed Odyssey.
Neptune sarebbe dovuta essere una versione destinata al mercato consumer, ma interamente basata su kernel NT e sul codice di Windows 2000. Il suo sviluppo iniziò nel 1999, quando fu compilata la build 5022. Un'anteprima, la build 5111, fu distribuita a un gruppo di sviluppatori Microsoft e agli abbonati del TechNet il 27 dicembre dello stesso anno, ed è l'unica build attendibile trapelata. Il suo numero di versione era NT 5.5, ovvero superiore a quello del più recente Windows XP.
Odyssey, invece, sarebbe stata un'edizione orientata alle aziende, simile all'edizione Professional di Windows 2000. Si incominciò ad accennare a questo sistema operativo con il nome di NT 6.0 (oggi questo numero di versione è attribuibile a Windows Vista) nel 1997. Tuttavia la conferma del suo sviluppo arrivò nel 2000. Nessuna build è mai trapelata.
Nella prima metà del 2000, quasi a sorpresa, venne annunciato che i team di sviluppo di Neptune e quello di Odyssey si erano fusi per sviluppare un nuovo sistema operativo denominato "Whistler". Neptune era così vicino al lancio sul mercato che Microsoft aveva già pianificato un aggiornamento denominato "Triton". Al suo posto, venne presentato Windows Me, un ibrido 16/32 bit, basato ancora sull'obsoleta linea Windows 9x. 
Nei registri dei bug di Microsoft del 2000, si accenna inoltre ad un timido tentativo di continuare con questa linea, un progetto con nome in codice "Tiger".

## Sviluppo

### 2000: primo stadio di sviluppo e prima beta

La build 2296 Beta 1 di Windows Whistler

La prima build ad essere conosciuta fu la 2202.1 (ntvbl06.000202-1835, anche se la stringa non si vide nelle informazioni di sistema fino alla build 2211.1). Era pressoché identica a Windows 2000. È nota col nome di SD Windows 2000 (nella build in basso a destra del desktop) e ci è nota grazie a una fuga di notizie. La build fu distribuita all'incirca nel febbraio 2000.
La successiva build trapelata fu la 2211.1 (main.000309-1512), che pure non presentava sostanziali rispetto a Windows 2000, con la sola eccezione dell'inserimento della tag di build nel winver (questa fu l'ultima build di Whistler con kernel 5.00).
La build 2222.1 (Lab06_N.000407-1900) fu pubblicamente dimostrata alla conferenza del WinHEC 2000, tenutasi nel tardo aprile 2000.
Una delle foto mostrava l'acquisizione di immagini dalla fotocamera, una caratteristica tipica per gli utenti privati. Essa conteneva anche un prototipo della nuova schermata di accesso. Questa fu la prima build ad essere chiamata "Windows Whistler" (la build 2211.1 aveva il nome di Whistler Windows 2001) e ad avere il numero di versione 5.1 (sebbene nelle "Proprietà" di Risorse del computer" comparisse il numero di versione 5.01 che 5.1, per errore della Microsoft). Venne anche presentata la build 2223.1 (main.000411-2307) che apparve identica alla precedente build dimostrata. Queste due build introdussero Internet Explorer 5.6 che venne sostituito dalle beta ufficiali della versione 6 in seguito.
La Microsoft aveva mostrato che la serie Windows NT era stata progettata anche per gli utenti domestici, obiettivo preposto con lo sviluppo di Whistler (Windows 2000 era disponibile esclusivamente agli utenti Professional e Server, pur essendo anche un aggiornamento per Windows 98 e Windows Me).
La build 2250.1 (main.000628-2110) è stata distribuita ai testers al PDC 2000 tenutosi il 13 luglio dello stesso anno. Non offrì molte nuove caratteristiche, ed era considerata una build con Windows 2000 e Windows Me "uniti". Il nuovo menu Start su cui la Microsoft stava lavorando era nascosto in questa build ma poteva essere svelato premendo Alt+D nelle impostazioni della barra applicazioni, ed apparve come stile di default più tardi. Il tema Acquarello era incluso, ma disattivato dal default e differiva da quello della build 2257.1.
La build 2257.1 (idx01.000810-2103, distribuita nell'agosto 2000) fu la build che introdusse da default il nuovo design del menu Start (presente nella build precedente ma nascosto). Questa build incluse per la prima volta Windows Firewall. La schermata di avvio era identica a quella di Windows 2000, ma in questa build appariva "Microsoft Codename Whistler". Inoltre questa build include per default il tema Acquerello, disattivato di default nella build precedente.
La build 2267.1 (idx01.000910-1316, distribuita ai testers il 3 ottobre 2000) non offrì nuove caratteristiche ma solo un set di bugfix. Permetteva all'utente di modificare il look & feel del sistema attraverso una funzionalità nelle Proprietà del display. La build introdusse un "Centro di compabilità" che permette agli utenti di verificare i requisiti del sistema e la compatibilità dell'hardware con esso. La schermata di avvio, in questa build, fu nuovamente modificata, con l'introduzione di uno sfondo bianco e il logo Windows in bianco, con pallini di avvio anziché quadrati.
La build 2287.1 (beta1.001012-1640) fu l'ultima build prima della Beta 1. Questa build implementava un nuovo processo d'installazione, un "Centro di supporto e aiuto" ridisegnato (le precedenti build avevano parti di Windows Me), e una funzionalità del setup chiamata "Aggiornamenti dinamici".
La Beta 1 (numero di build 5.1.2296.1.beta1.001024-1157, distribuita il 31 ottobre 2000) è stata la prima importante pietra miliare per lo sviluppo di Whistler. Fornì molti miglioramenti all'interfaccia utente, in particolare in Esplora Risorse. Il tema Classic era quasi lo stesso di Windows 2000 (pur con qualche bug nell'anteprima del tema e nel tema stesso), mentre il nuovo tema sembrava ormai finalizzato.
A partire da questa build, il "Cestino" sarebbe stato spostato nell'estremità inferiore destra definitivamente.
Nel novembre 2000 Microsoft annunciò che Whistler si sarebbe chiamato "Windows 2001" (nome simile a quello utilizzato in una delle prime build compilate agli inizi del 2000), ma il nome fu definitivamente smentito nel corso del 2001.

### 2001: stadio beta e versione finale
La build 2410.1 (due versioni: main.001208-1937, trapelata su Internet, e idx02.001212-1507, distribuita ai tester il 4 gennaio 2001) rappresenta il secondo major upgrade a Whistler. Questa build incluse Internet Explorer 6, in sostituzione della versione 5.6, Outlook Express 6, Windows Movie Maker 1.1, MSN Explorer 1.1, Windows Media Player 8 e IIS 5.1.
La build 2416.1 (idx01.010104-1958) viene distribuita ai tester il 16 gennaio 2001. In questa build il "Centro di supporto e aiuto" era graficamente più moderno; venne aggiunto il supporto per il formato MP3 in Windows Media Player e la sezione "Ripristino configurazione di sistema" fu introdotta in "Proprietà di sistema". Vennero apportate altre migliorie e applicati bugfix.
La build 2419.1 (idx02.010113-1154, distribuita ai tester il 23 gennaio 2001) fu l'ultima build a contenere il tema Acquerello (o Professionale). Debuttarono il processo d'installazione finale di Windows XP (pur mantenendo il nome Whistler) e gli sfondi, ormai definitivi. Windows Genuine Advantage fece il suo debutto in questa build, al fine di aggiornare la privacy degli utenti per contrastare la pirateria. La schermata di avvio fu nuovamente rivista, eliminando i colori primari che c'erano nei quadrati della finestra ed inserendo barre colorate di avvio.
A partire dalla fine del gennaio 2001, vi furono numerosi post su forum per i consigli sul nome finale di Whistler. La dicitura XP fu scelta e usata per indicare il nome finale del sistema operativo (assieme alla versione 10 di Office) il 5 febbraio, diventando così Windows XP. XP sta per eXPerience (in italiano esperienza, ad indicare il nuovo look & feel dell'OS).
Nella build 2428.1 (idx01.010129-1827, distribuita ai tester il 13 febbraio 2001) fu introdotto il tema Luna che sostituì Acquerello.
La schermata di accesso e avvio vennero cambiate ancora, presentando un logo identico a quello finale ma bianco e, sotto la barra di avvio, la dicitura "Beta 2 Release" (pur precedendo il ramo "Beta 2").
Questa fu la prima build di "Windows XP" nota da allora, pur mantenendo il nome "Whistler" nel sistema.
Una dimostrazione pubblica del 5 febbraio 2001 (giorno in cui venne annunciato il nome ufficiale di Whistler) mostrò una build privata, la 2432.1 con tag di build main.010203-1757. La build non apportò nessun cambiamento visibile rispetto alla 2428 e attualmente solo uno screenshot esiste.
La build 2446.1 (main.010224-2228, distribuita ai tester il 5 marzo 2001) conteneva aggiornamenti al "Centro di supporto e aiuto", che ora rivelava più informazioni sui contenuti digitali. Venne aggiornato il client di connessione remota.
La Beta 2 (5.1.2462.0.main.010315-1739) fu distribuita pubblicamente il 23 marzo 2001 nel Windows XP Preview Program (WPP).
Nella build 2469 (idx02.010508-1228, distribuita ai tester il 12 maggio 2001) ci furono sostanziali aggiornamenti alle funzionalità di rete e furono implementati dei driver Net-card in questa build. Aggiornamenti minori furono apportati al kernel, Plug and Play, alle prestazioni del sistema operativo, al tempo di installazione, avvio, accesso.
Una novità importante consisteva nella possibilità di aggiornare da sistemi Windows 98 o Windows Me. Questa fu la prima build conosciuta da allora ad adottare il nome di Windows XP in tutto il sistema operativo, mentre il nome Whistler era quasi completamente scomparso.
La build 2474 (main.010508-1907, distribuita internamente alla Microsoft nel 17 maggio 2001, ma non ai tester) fu la prima build ad introdurre la nuova interfaccia del Windows Genuine Advantage e i contorni delle finestre finali, ora nello stile finale di Windows XP.
La build 2475 (idx01.010514-2023, distribuita ai tester il 24 maggio 2001) introdusse una schermata di avvio quasi definitiva, che adesso leggeva "Windows XP" con il nome dell'edizione sotto, ma una scritta di caricamento "Avvio". Questa build introdusse anche un filmato di benvenuto, una finestra di Welcome To Windows senza bordi, il nuovo logo di Windows animato nella schermata di accesso (animazione successivamente rimossa), un'icona dell'Assistenza Remota aggiunta nel menu Tutti i programmi e vari tour aggiunti nel Centro di supporto e aiuto. Nel setup appariva la dicitura "RC1" (anche se quest'ultima era della famiglia Pre-RC).
La build 2481 (main.010523-1905, distribuita internamente il 1º giugno 2001 e data ai tester il 6 giugno) introdusse un importante aggiornamento dell'interfaccia utente, e vide la comparsa dei tre quadratini di avvio. Nella build erano contenuti due nuovi temi, Metallico e Homestead. Vantava anche un importante miglioramento nella velocità e stabilità rispetto alla build 2475 e introdusse un nuovo tour dell'OS.
Con la distribuzione della build 2481, la Microsoft annunciò che non sarebbero stati apportati ulteriori aggiornamenti all'interfaccia utente; ciò significava che l'interfaccia era ormai quella definitiva. La compatibilità hardware fu finalizzata da allora.
Nella build 2486 (main.010602-1927, distribuita ai tester il 15 giugno 2001), per la prima volta, fu introdotto il supporto per più display (solo nell'edizione Home Edition), nonostante la Microsoft precedentemente avesse annunciato il supporto ad un singolo display. Le "Immagini campione" apparvero per la prima volta in questa build, e sarebbero state incluse nella versione finale.
La build 2494 (main.010613-1739, distribuita ai tester il 21 giugno 2001) introdusse la nuova UI di Windows Messenger.
La Release Candidate 1 (RC1) (5.1.2505.0.main.010626-1514) fu distribuita al pubblico il 2 luglio 2001 attraverso il Windows XP Preview Program (la prima build sin dalla beta 2). Non includeva cambiamenti visibili.
La build 2520 (main.010717-1624, distribuita nello stesso giorno della sua compilazione, 17 luglio 2001), non incluse cambiamenti, fatta eccezione per la possibilità di rimuovere Internet Explorer dal computer.
La Release Candidate 2 (RC2) (5.1.2526.0.xpclient.010724-1758) fu distribuita il 27 luglio 2001 e, come le build precedenti, non incluse cambiamenti visibili e la Microsoft aveva spiegato che quest'ultima costituiva solo un set di bug fix.
La build 2535 (xpclient.010803-1621) venne distribuita l'8 agosto 2001 e non offrì cambiamenti visibili.
La build 2542 (xpclient.010811-1534) fu distribuita il 14 agosto 2001. Fu la prima build che richiese ai tester di usare i nuovi tipi di product key e fu l'ultima build disponibile per il beta-testing. Come le build precedenti, nessun cambiamento visibile, e la build fu compilata col solo scopo di eliminare qualunque "show-stopper bug" dal sistema.
La versione Release To Manufacturing (RTM) fu distribuita il 24 agosto 2001 e successivamente mandata agli OEM. Venne distribuita in tutto il mondo nel 25 ottobre 2001 per i retail e al pubblico generale (numero di build finale di 5.1.2600.0.xpclient.010817-1148 anche se prima del 20 agosto 2001 era chiamata 2545).